# Ruggiero Rizzitelli
Ruggiero Rizzitelli (2. září 1967, Margherita di Savoia, Itálie) je bývalý italský fotbalový útočník.
Fotbalovou kariéru začal v Ceseně, kde byl od roku 1984, tehdy ještě jako dorostenec. První utkání za dospělé odehrál v sezoně 1985/86 ve druhé lize. V sezoně 1986/87 pomohl k postupu do nejvyšší ligy. První sezonu nejvyšší lize vstřelil šest branek a zasloužil si přestup do Říma. Řím jej koupil v roce 1988 za 5,7 miliard lir + fotbalisti Sergio Domini a Massimo Agostini. Za vlky odehrál šest sezon a v vyhrál s nimi Italský pohár (1991/91) a také si ve stejné sezoně zahrál finále poháru UEFA, které ale prohrál s Interem. V roce 1994 odešel do Turína, kde ve dvou sezonách nastřílel 30 branek ze 60 utkání v nejvyšší lize. Jenže sezonu 1995/96 zakončil sestupem do druhé ligy.
V roce 1996 odešel do německého Bayernu a tady vyhrál za dva roky jeho působení titul v lize (1996/97), Německý ligový pohár (1997) a Německý pohár (1997/98). Poté se vrátil do Itálie a podepsal smlouvu s Piacenzou za kterou hrál dva roky a v roce 2001 ukončil kariéru v třetiligové Ceseně.
Za reprezentaci odehrál 9 utkání a vstřelil 2 branky. První utkání odehrál 20. února 1988 proti SSSR (4:1). Byl v nominaci na ME 1988, jenže neodehrál tam žádné utkání.

## Hráčská statistika
| Sezóna  | Klub     | Liga       | Liga   | Liga | Ligové poháry | Ligové poháry | Ligové poháry | Kontinentální poháry | Kontinentální poháry | Kontinentální poháry | Celkem | Celkem |
| Sezóna  | Klub     | Soutěž     | Zápasy | Góly | Soutěž        | Zápasy        | Góly          | Soutěž               | Zápasy               | Góly                 | Zápasy | Góly   |
| ------- | -------- | ---------- | ------ | ---- | ------------- | ------------- | ------------- | -------------------- | -------------------- | -------------------- | ------ | ------ |
| 1985/86 | Cesena   | Serie B    | 6      | 0    | IP            | 0             | 0             | -                    | 0                    | 0                    | 6      | 0      |
| 1986/87 | Cesena   | Serie B    | 26+2   | 2+1  | IP            | 4             | 0             | -                    | 0                    | 0                    | 32     | 3      |
| 1987/88 | Cesena   | Serie A    | 30     | 6    | IP            | 5             | 4             |                      | 0                    | 0                    | 35     | 10     |
| 1988/89 | Řím      | Serie A    | 20     | 2    | IP            | 5             | 4             | UEFA                 | 2                    | 0                    | 27     | 6      |
| 1989/90 | Řím      | Serie A    | 34     | 5    | IP            | 6             | 3             | -                    | 0                    | 0                    | 40     | 8      |
| 1990/91 | Řím      | Serie A    | 24     | 5    | IP            | 8             | 4             | UEFA                 | 8                    | 4                    | 40     | 13     |
| 1991/92 | Řím      | Serie A    | 26     | 6    | IP+IS         | 4+1           | 4             | PVP                  | 5                    | 2                    | 35     | 12     |
| 1992/93 | Řím      | Serie A    | 26     | 7    | IP            | 8             | 2             | UEFA                 | 8                    | 3                    | 42     | 12     |
| 1993/94 | Řím      | Serie A    | 24     | 4    | IP            | 3             | 0             | -                    | 0                    | 0                    | 27     | 4      |
| 1994/95 | Turín    | Serie A    | 32     | 19   | IP            | 2             | 1             | -                    | 0                    | 0                    | 34     | 20     |
| 1995/96 | Turín    | Serie A    | 28     | 11   | IP            | 1             | 0             | -                    | 0                    | 0                    | 27     | 11     |
| 1996/97 | Bayern   | Bundesliga | 25     | 7    | NP            | 3             | 0             | UEFA                 | 2                    | 0                    | 30     | 7      |
| 1997/98 | Bayern   | Bundesliga | 20     | 4    | NP+NLP        | 2+1           | 1+0           | LM                   | 4                    | 0                    | 27     | 5      |
| 1998/99 | Piacenza | Serie A    | 12     | 0    | IP            | 2             | 1             | -                    | 0                    | 0                    | 14     | 1      |
| 1999/00 | Piacenza | Serie A    | 21     | 1    | IP            | 4             | 1             | -                    | 0                    | 0                    | 25     | 2      |
| 2000/01 | Cesena   | Serie C1   | 14     | 6    | IP            | 0             | 0             | -                    | 0                    | 0                    | 14     | 6      |
| Celkem  | Celkem   | Celkem     | 370    | 86   | -             | 58            | 25            | -                    | 29                   | 9                    | 457    | 120    |

## Hráčské úspěchy

### Klubové
- 1× vítěz 1. německé ligy (1996/97)
- 1× vítěz německého poháru (1997/98)
- 1× vítěz italského poháru (1991/91)
- 1× vítěz německého ligového poháru (1997)

### Reprezentační
- 1× na ME (1988 – bronz)
- 1× na ME 21 (1988)
- 1× na OH (1988)